# معركة درنة (1912)
معركة درنة وتعرف إيضاً باسم معركة سيدي عبد الله وقعت في 3 مارس 1912 م بالقرب من مدينة درنة بليبيا . بين تحالف قوات الدولة العثمانية والسنوسيين بقيادة أنور باشا وأحمد الشريف السنوسي ضد قوات مملكة إيطاليا بقيادة لويجي كابيلو ،انتهت المعركة بانتصار العثمانيون والسنوسيون .